# پای‌پوش
پای‌پوش یا پاافزار (به انگلیسی: Footwear) پوشاکی است که برای زیبایی و محافظت در مقابل محیط بر پا پوشیده می‌شود. کفش معمول‌ترین نوع پایپوش است.